# Puchar Trzech Narodów 1998
Puchar Trzech Narodów 1998 (1998 Tri Nations Series) – trzecia edycja Pucharu Trzech Narodów, corocznego turnieju w rugby union rozgrywanego pomiędzy zrzeszonymi w SANZAR trzema najlepszymi zespołami narodowymi półkuli południowej – Australii, Nowej Zelandii i RPA. Turniej odbywał się systemem kołowym pomiędzy 11 lipca a 22 sierpnia 1998.
Bezkonkurencyjna okazała się reprezentacja RPA, wygrywając wszystkie mecze, powtarzając tym samym wyczyn All Blacks z poprzednich dwóch edycji turnieju.

## Tabela
| Pozycja | Zespół            | Mecze     | Mecze   | Mecze  | Mecze     | Punkty  | Punkty   | Punkty  | Punkty bonusowe | Tabela punktowa |
| Pozycja | Zespół            | Rozegrane | Wygrane | Remisy | Przegrane | Zdobyte | Stracone | Różnica | Punkty bonusowe | Tabela punktowa |
| ------- | ----------------- | --------- | ------- | ------ | --------- | ------- | -------- | ------- | --------------- | --------------- |
| 1       | Południowa Afryka | 4         | 4       | 0      | 0         | 80      | 54       | +26     | 1               | 17              |
| 2       | Australia         | 4         | 2       | 0      | 2         | 79      | 82       | -3      | 2               | 10              |
| 3       | Nowa Zelandia     | 4         | 0       | 0      | 4         | 65      | 88       | -23     | 2               | 2               |

## Mecze
| 11 lipca 1998 | Australia           | 24:16(15:13) | Nowa Zelandia                                           | Melbourne Cricket Ground, Melbourne Widzów: 75 127 Sędzia: Clayton Thomas |
| 11 lipca 1998 | Burke 24 (2P pd 4K) | 24:16(15:13) | Mehrtens 3 (K) Spencer 3 (K) Jones 5 (P) Kronfeld 5 (P) | Melbourne Cricket Ground, Melbourne Widzów: 75 127 Sędzia: Clayton Thomas |

| 18 lipca 1998 | Australia                           | 13:14(8:8) | Południowa Afryka                          | Subiaco Oval, Perth Widzów: 38 079 Sędzia: Colin Hawke |
| 18 lipca 1998 | Burke 3 (K) Tune 5 (P) Gregan 5 (P) | 13:14(8:8) | Montgomery 9 (3K) van der Westhuizen 5 (P) | Subiaco Oval, Perth Widzów: 38 079 Sędzia: Colin Hawke |

| 25 lipca 1998 | Nowa Zelandia  | 3:13(0:3) | Południowa Afryka                  | Athletic Park, Wellington Widzów: 39 500 Sędzia: Ed Morrison |
| 25 lipca 1998 | Mehrtens 3 (K) | 3:13(0:3) | Montgomery 8 (pd 2K) Rossouw 5 (P) | Athletic Park, Wellington Widzów: 39 500 Sędzia: Ed Morrison |

| 1 sierpnia 1998 | Nowa Zelandia                                | 23:27(3:10) | Australia                                                           | Lancaster Park, Christchurch Widzów: 39 000 Sędzia: Derek Bevan |
| 1 sierpnia 1998 | Mehrtens 13 (2pd 3K) Cullen 5 (P) Lomu 5 (P) | 23:27(3:10) | Eales 4 (2pd) Burke 8 (P K) Little 5 (P) Larkham 5 (P) Bowman 5 (P) | Lancaster Park, Christchurch Widzów: 39 000 Sędzia: Derek Bevan |

| 15 sierpnia 1998 | Południowa Afryka                                                                        | 24:23(5:17) | Nowa Zelandia                                     | Kings Park Stadium, Durban Widzów: 52 000 Sędzia: Peter Marshall |
| 15 sierpnia 1998 | Montgomery 4 (2pd) Skinstad 5 (P) Dalton 5 (P) van der Westhuizen 5 (P) Terblanche 5 (P) | 24:23(5:17) | Mehrtens 13 (2pd 3K) Marshall 5 (P) Randell 5 (P) | Kings Park Stadium, Durban Widzów: 52 000 Sędzia: Peter Marshall |

| 22 sierpnia 1998 | Południowa Afryka                                  | 29:15(16:12) | Australia     | Ellis Park, Johannesburg Widzów: 62 308 Sędzia: Jim Fleming |
| 22 sierpnia 1998 | Montgomery 19 (2pd 5K) Skinstad 5 (P) Garvey 5 (P) | 29:15(16:12) | Burke 15 (5K) | Ellis Park, Johannesburg Widzów: 62 308 Sędzia: Jim Fleming |